# Kusnja na Rybalskomu

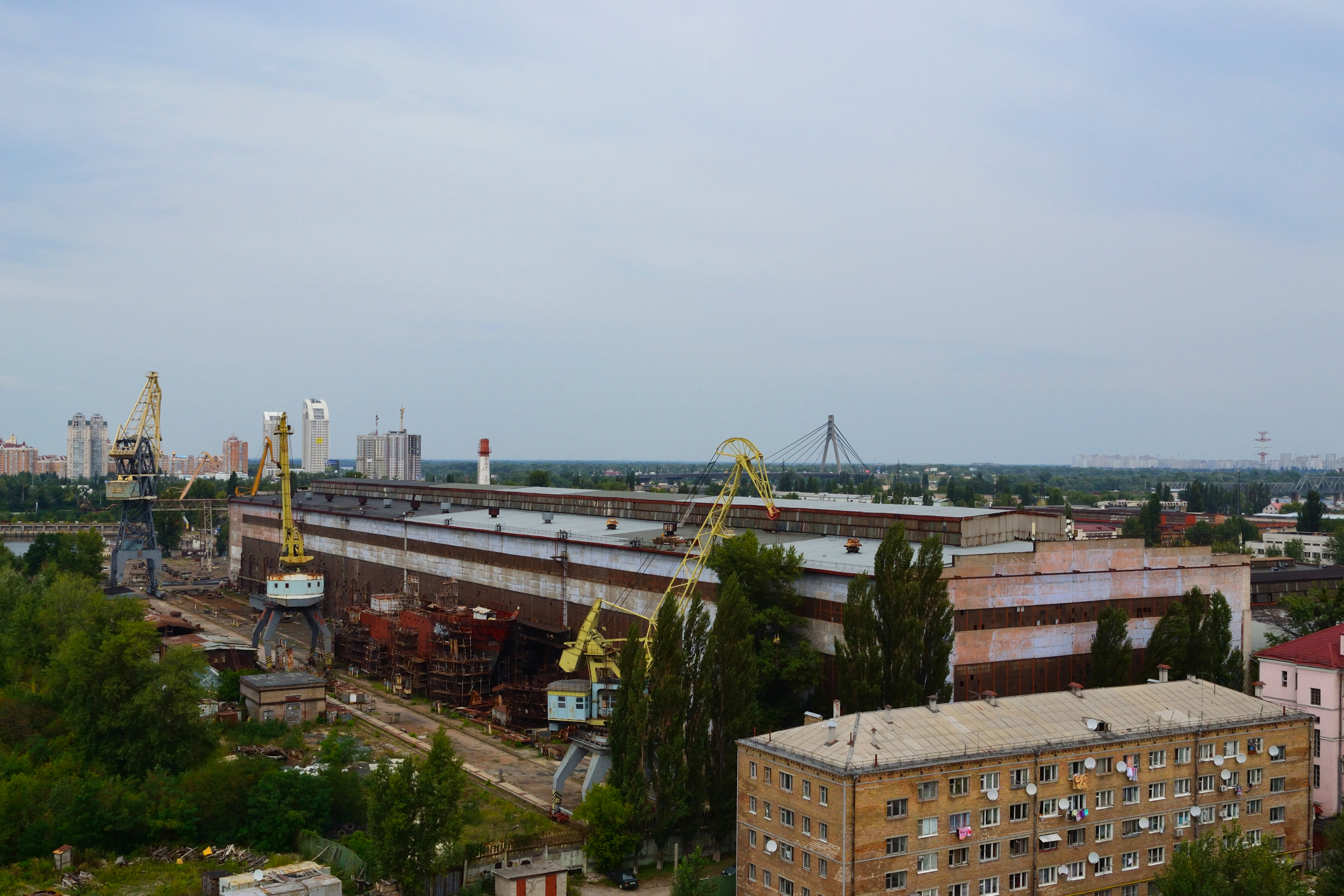
Kusnja na Rybalskomu (2012)

Die Kusnja na Rybalskomu (ukrainisch Кузня на Рибальському, Werft auf der Rybalski-Insel) ist eine ukrainische Schiffswerft und ein Rüstungsunternehmen mit Hauptsitz in der Hauptstadt Kiew auf der Rybalskyj-Insel.
Die Werft ist bekannt für den Bau militärischer Schnellboote, Tanker und Fischerboote. Das Unternehmen wurde 1862 vom Ingenieur Donat Fjodor Grigorjewitsch gegründet und nach der Oktoberrevolution verstaatlicht und in „Leninsʹka kusnja“ umbenannt. Nach dem Zerfall der Sowjetunion erfolgte im Jahr 1995 die Privatisierung, die Aktiengesellschaft erhielt den Namen Завод “Ленінська кузня”. Nach einer Umbenennung zu Kusnja na Rybalskomu im Jahre 2017 wurde 2018 der Verkauf der Werft durch Petro Poroschenko bekanntgegeben.

## Schiffsbauten der Werft (Beispiele)
- Akademik (1979, Trawler, seit 1985 Forschungsschiff)
- Hjursa-Klasse (seit 2003, Patrouillenboote)